# Arzberg (Styrie)
Pour les articles homonymes, voir Arzberg.
Arzberg est une ancienne commune autrichienne du district de Weiz en Styrie qui a été rattachée au bourg de Passail le 1er janvier 2015.